# L-O-V-E
L-O-V-E is een jazznummer geschreven door Milt Gabler en Bert Kaempfert voor het muziekalbum L-O-V-E van de Amerikaanse zanger en pianist Nat King Cole, uit 1965. Dit was het laatste album van Nat King Cole voor zijn dood op 15 februari 1965.
Van het lied zijn vele coverversies verschenen; de Engelse soulzangeres en tekstschrijfster Joss Stone nam het in 2007 op voor de campagne van het luchtje Coco Mademoiselle van Chanel. De clip werd geregisseerd door Joe Wright, en de Britse actrice Keira Knightley speelde erin. Stones versie werd op 18 september 2007 als download uitgebracht.
Verder is het gecoverd door Michael Bublé en Jools Hollands Rhythm n Blues Orchestra met zang van de in 2013 overleden trombonist Rico Rodriguez.